# Interruptor unilateral de silicio
Interruptor Unilateral de Silicio SUS 
El Interruptor unilateral de silicio o más conocido por  siglas en inglés como SUS (Silicon Unilateral Switch), es un dispositivo de tres terminales (ánodo, cátodo y compuerta) el cual conduce en una sola dirección de ánodo a cátodo cuando el voltaje en el primero es mayor que en el segundo. Presenta características eléctricas muy similares a la de un diodo de cuatro capas; sin embargo, la presencia de la terminal de compuerta le permite controlar su voltaje de disparo. Por su carácter unidireccional es utilizado para el control de SCR´s  y para  el control de TRIACS.

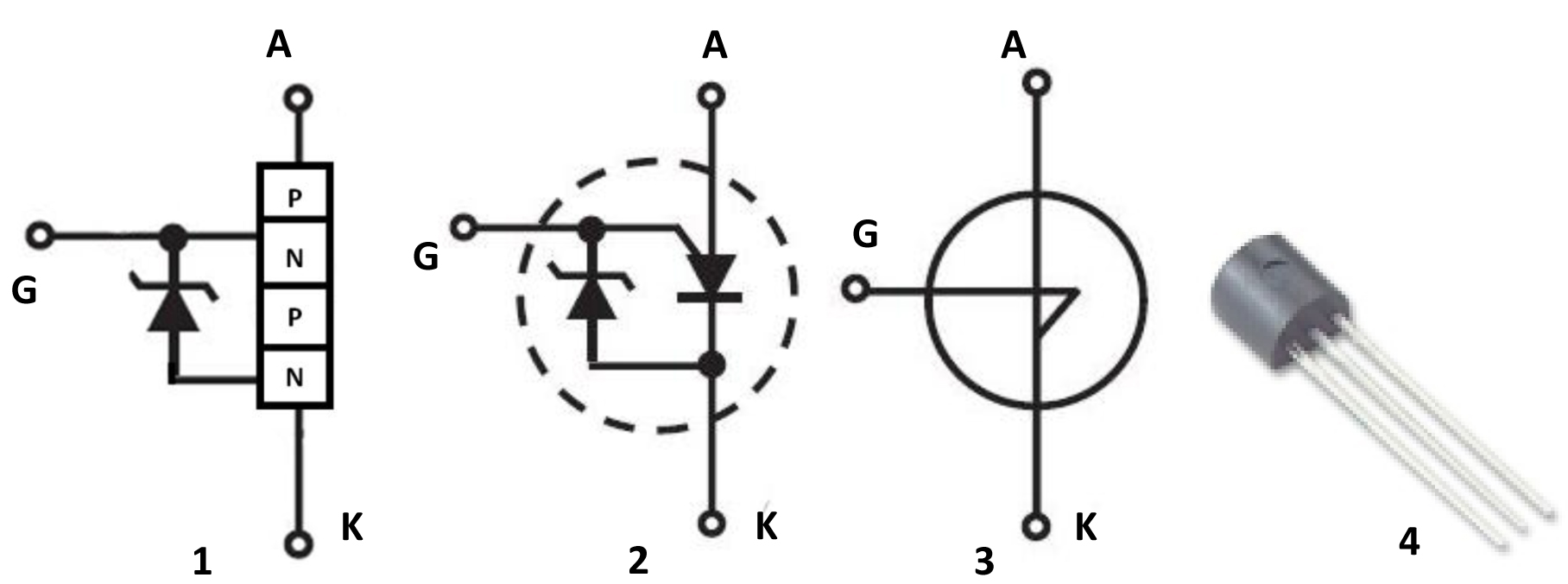
ESTRUCTURA Y SIMBOLOGÍA. 1. Se puede apreciar las 4 capas y la presencia de la compuerta en la Capa N además del Zener entre compuerta y cátodo. 2 Circuito Equivalente de un tiristor de puerta de ánodo al que se asocia el Zener. 3. simbología común. 4.SUS en empaque TO98.

## Estructura y Simbología
Este dispositivo presenta cuatro capas de materiales semiconductores; en el ánodo se tiene la terminal de compuerta y un diodo Zener de bajo voltaje entre los terminales de compuerta y cátodo. Por esta razón, muchas veces es representado como un tiristor de puerta de ánodo al que se asocia el Zener.

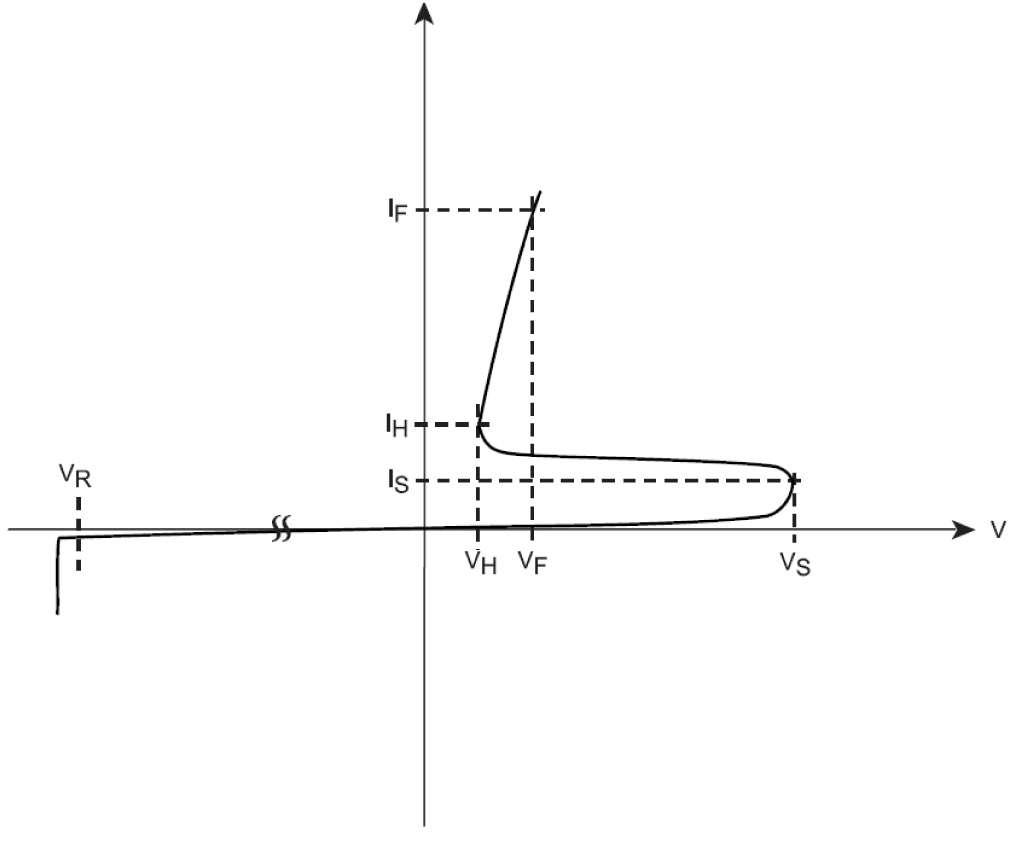
Curva de comportamiento de la corriente en términos del voltaje.

## Comportamiento
Este dispositivo comienza a conducir cuando el voltaje entre Ánodo y Cátodo alcanza un valor Vs el cual típicamente es de 6 a 10V. Después de esto el voltaje cae dependiendo de la corriente de conducción. Hay que destacar que este dispositivo seguirá conduciendo mientras se mantenga un voltaje por encima de 0.7 y la corriente de conducción no caiga por debajo de la corriente de mantenimiento IH, la cual típicamente es de 1.5 mA. En el caso de que se dé una polarización inversa, este dispositivo no conduce; sin embargo, tiene un límite de voltaje inverso llamado VR, el cual puede estar por el orden de los 30 V. Si se supera este voltaje, entonces se destruye el dispositivo.

### Efecto de la compuerta
Si aplicamos una diferencia de potencial entre la compuerta y el cátodo se puede modificar considerablemente la curva de operación del SUS. Una de las formas más clásicas de hacer esto es mediante un diodo zener, entre la compuerta y el cátodo. De esta forma, el voltaje de Disparo (Vs) queda definido por:
Vs = Vz + 0.6 V
De lo observado hasta ahora podríamos decir que el SUS es similar al UJT, sin embargo, el SUS se dispara a una tensión determinada por el diodo zener, y su corriente Is (corriente de activación) resulta mayor y muy cercana a IH (corriente de mantenimiento). Estos Datos limitan la frecuencia de trabajo del elemento  para valores altos y bajos.

## Disparador de Tiristores en general

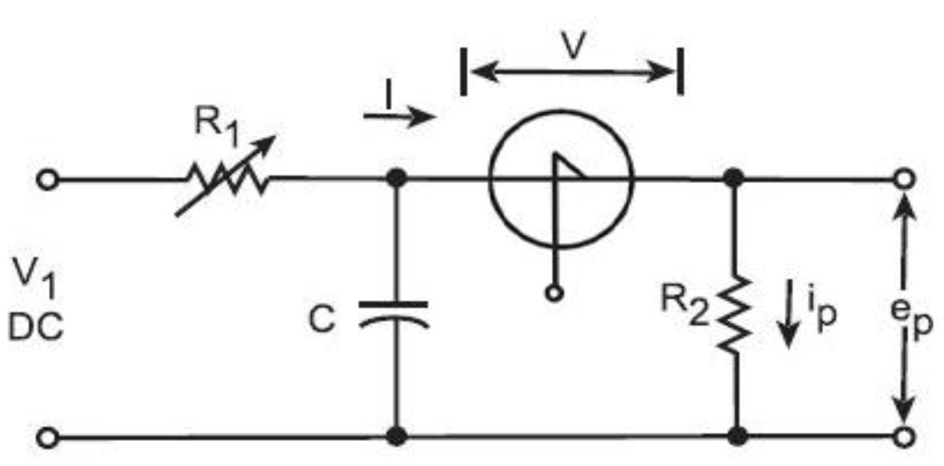
Circuito RC con SUS para disparar un Tiristor. R1 Carga C hasta Vs, luego C se descarga por él SUS, creando un pulso en R2, hasta que I se hace menor de IH.

Por medio de una configuración RC, se puede utilizar este dispositivo para disparar tiristores como el SCR y también TRIAC. Si cargamos un condensador por medio de una resistencia variable de tal forma que el condensador alcance el voltaje de disparo del SUS en un tiempo RC, cuando este voltaje es alcanzado el condensador se descargará por medio del SUS. De esta forma se producirá un pulso de voltaje en una resistencia, la cual estará conectada a la compuerta de Tiristor. Este pulso será de muy corta duración ya que solo se mantiene mientras el condensador entrega una corriente mayor a la de mantenimiento y, como sabemos, en estos dispositivos esta corriente es bastante elevada. La resistencia variable nos permite variar el tiempo de carga del condensador y con ello el tiempo de disparo. Para utilizar esta configuración es fundamental el parámetro Vo, que es el voltaje pico producido por SUS en la resistencia, este factor es crucial ya que si no se tiene la suficiente potencia no se podrá activar el tiristor.

### Disparador de TRIAC

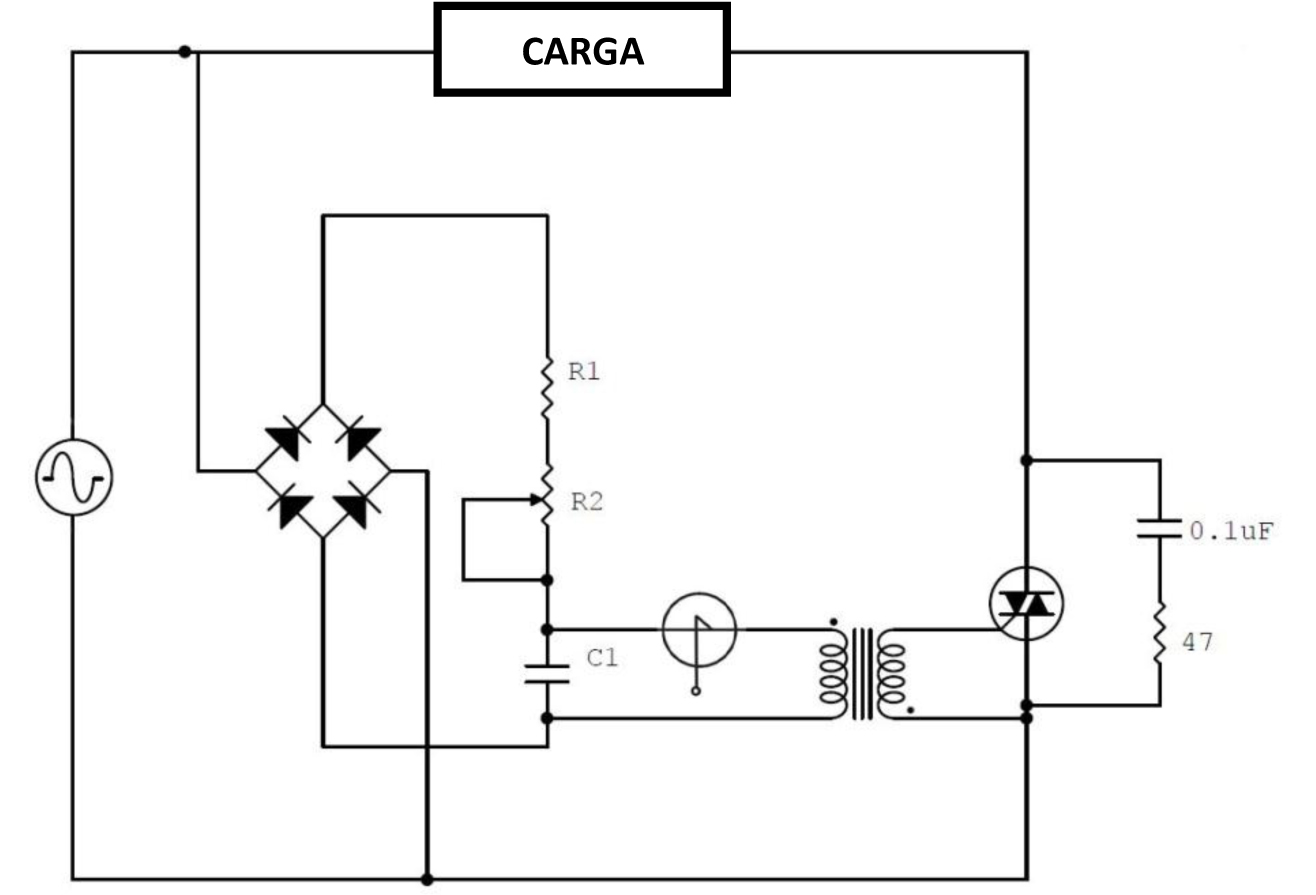
En este circuito se controla el TRIAC mediante los disparos del SUS, que a su vez son controlados por R1, R2 y C1

Un circuito para control de TRIAC por medio de SUS (Ver Figura)  funciona de la siguiente forma. Una fuente AC conectada a un puente rectificador, entrega un voltaje rectificado a un condensador C, Este voltaje tenderá a seguir el voltaje del puente con un atraso de posición, determinado por  una resistencia de carga R2 en serie con el condensador. En algún momento del semi-ciclo  el voltaje del condensador alcanzará el voltaje de disparo del SUS, al alcanzar este voltaje el SUS se dispara y permite que el condensador se descargue a través del devanado primario de un  transformador.
Esta descarga del condensador C1 produce un impulso de corriente en el devanado primario del transformador hasta que el condensador se descargue al punto de no poder entregar una corriente igual al de mantenimiento SUS.
En el secundario se produce una corriente que va directo a la compuerta del TRIAC, la cual lo activa. Cabe destacar que la corriente va saliendo de la compuerta; esto se logra invirtiendo el secundario, esto permite que el TRIAC se dispare en el segundo y tercer cuadrante, es decir para una corriente negativa y polarización directa e inversa de terminales. 
Si no se colocara el SUS,  los ángulos de disparos serían diferentes entre los semi-ciclos positivos y negativos de la carga, ya que recordemos que el TRIAC se enciende dependiendo de la polarización de sus terminales y del sentido de la corriente en su base. Sin embargo, como el SUS genera un pulso que evita que el TRIAC detecte una curva suave de elevación de corriente y con ello que se dispare en ángulos diferentes.

### Disparo de SCR

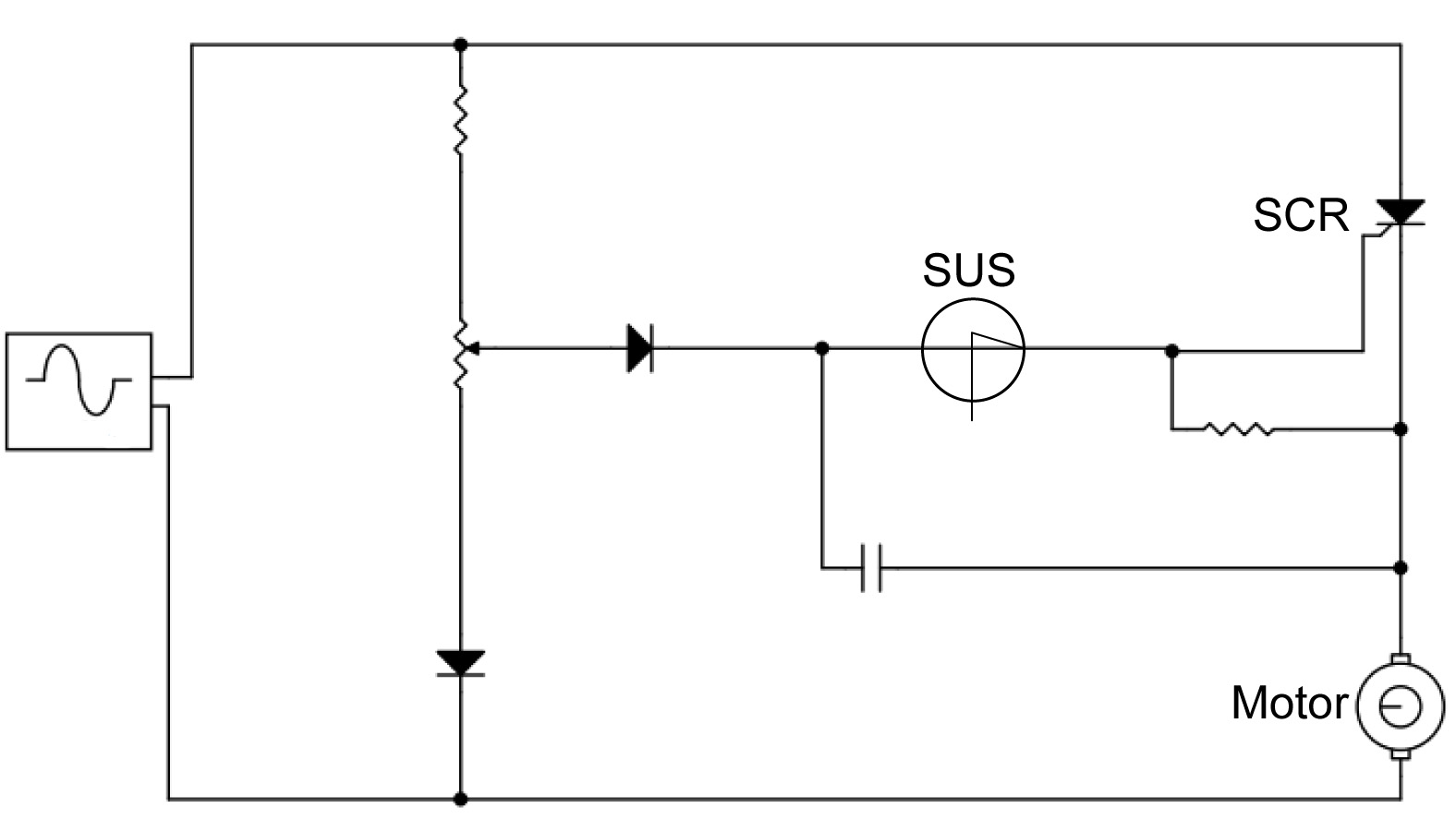
Control de SCR

En este circuito de la figura “Control de SCR” se vuelve a observar la Configuración RC para controlar el tiempo de disparo del SUS, este al disparase activa el SCR, sin embargo a diferencia del TRIAC este se desactiva para el semi-ciclo negativo, ya que por la presencia de los diodos solo se disparara el SUS y con ello el SCR para el semi-ciclo positivo.

## Hoja de datos
A continuación, se presentan los criterios relevantes que podemos encontrar en datasheets de SUS, los valores mostrados son para la familia 2N4987, 2N4989, 2N4989 y 2N4990
- Tensión de disparo  Vs = 6 a 10V
- Corriente en el momento de disparo Is= 0.5 mA
- Tensión de Manteamiento VH = aproximadamente 0.7 a 25 °C
- Corriente de mantenimiento IH = 1.5 mA Max.
- Caída de tensión directa (para If = 200mA) = 1.75V
- Tensión Inversa VR = 30V
- Pico de los impulsos V0=3.5 V min
- Temperatura de juntura Tj -65 a 125 °C

De estos criterios se observa que este dispositivo opera para bajos valores de corriente y de voltaje, de hecho, la máxima corriente que este dispositivo maneja no es más de 1 A.